# 鈴木義広
鈴木 義広（すずき よしひろ、1983年1月5日 - ）は、香川県仲多度郡まんのう町（旧満濃町）出身の元プロ野球選手（投手）。
愛称は「スーさん」。

## 来歴

### プロ入り前
小学2年生から野球を始め、香川県立多度津工業高等学校では2年春・夏の県大会で8強入りを果たした。
愛知大学野球リーグでは1年春から投げて新人賞を獲得し、2年春には同朋大学1回戦でリーグ11人目のノーヒットノーランを達成し、最優秀防御率を獲得。大学4年間で通算18勝を挙げた。2004年の中日ドラゴンズ優勝パレードの際にアルバイトとして沿道の警備にあたっていた。その年のドラフト会議で、中日ドラゴンズから5巡目指名を受けて入団。中部大学から初めて誕生したプロ野球選手となった。大学では工学部機械工学科に所属していた。

### プロ入り後
2005年は新人ながら開幕一軍入りを果たし、前半はやや不安定だったものの、オールスター戦以降は31試合に登板して防御率1点台の安定感を誇るなど、右の中継ぎを務めた。特に先発投手が早い回で降板した後の2番手に登場することが多く、「2番手の鈴木」としてドラゴンズには欠かせない存在にまでなった。また、延長に入った時のロングリリーフとしても機能する貴重な存在であった。オフには同郷で後の同僚の三瀬幸司の誘いもあり、城島健司の佐世保での自主トレに参加している。
2006年開幕当初は前年の疲れやキャンプでの調整過多により二軍スタートだったが、4月末に昇格。開幕から11試合連続無失点の好投を見せ、不安定な中継ぎ陣にあって首脳陣及びファンの信頼を得ていった。シーズンを通して46試合に登板、防御率1.70の好成績を残し、リーグ優勝に貢献した。
2007年はこれまでと同じ起用で5月に一軍昇格。前年に比べ出場試合数は減少し、ロングリリーフも減ったものの被打率は1割台で、奪三振数もイニング数を超えた。9月以降14試合登板とフル回転し、クライマックスシリーズ、日本シリーズにも登板した。
2008年はセットアッパーの有力候補として期待され、開幕から好調を維持し、北京五輪日本代表第一次候補選手にも選ばれた。しかし、右肘の故障により4月下旬に一軍登録を抹消されてしまった。
2009年は故障の影響もあって二軍スタートとなり、そのまま開幕を迎えた。シーズン半ばには一軍昇格を果たすも定着には及ばなかった。10月3日に行なわれたファーム日本選手権では先発の伊藤準規の後を受け好リリーフ、MVPに選ばれた。
2010年は開幕一軍入りしたものの右肘手術の影響か球威が落ちてしまった。投手である巨人の越智大祐に適時打を打たれ、四球で自滅する投球も続いてしまい3週間で二軍落ち。中盤以降はコントロールを生かした投球内容で小林正人、清水昭信、平井正史の3人と共にビハインドや同点の状況でのリリーフとして優勝に貢献した。
2011年はキャリアハイとなる55試合に登板し防御率1.08を記録、ホールド数も12を記録して自己最多で先発投手と浅尾拓也のつなぎ役を果たしリーグ連覇に貢献。この年のビールかけには自身のピッチングフォームが蟹に似ていることからカニの被り物をかぶった。
2014年9月25日、球団から現役引退が発表された。ルーキー時の監督でもあった落合博満GMから来季契約を更新しない旨を伝えられ、「スーさんもヘタったな」と言われた事で辞め時を悟ったという。10月1日の対DeNA戦（ナゴヤドーム）を引退試合として、同じくこの年限りで現役引退する小林正人、三瀬幸司と共に登板し、鈴木は6回一死の場面で黒羽根利規と対戦し、本塁打を打たれて小林と交代した。試合後のセレモニーでは「最後の登板でホームランを打たれてあきらめがつきました」とあいさつし、チームメイトから胴上げされた。

### 引退後
2015年より中日ドラゴンズのスコアラーに就任、現在は広島東洋カープの担当を務める。

## 選手としての特徴
蟹に似ていると形容される変則的サイドスローからスライダー、シュートで揺さぶる投球が武器。主に接戦での登板やロングリリーフとして活躍した。速球の平均球速は約137km/h、最速149km/h。宮本慎也は上原浩治のYouTubeチャンネルで現役時代に苦手としていた投手に鈴木の名前を挙げている。

## 詳細情報

### 年度別投手成績
| 年 度      | 球 団      | 登 板 | 先 発 | 完 投 | 完 封 | 無 四 球 | 勝 利 | 敗 戦 | セ 丨 ブ | ホ 丨 ル ド | 勝 率 | 打 者 | 投 球 回 | 被 安 打 | 被 本 塁 打 | 与 四 球 | 敬 遠 | 与 死 球 | 奪 三 振 | 暴 投 | ボ 丨 ク | 失 点 | 自 責 点 | 防 御 率 | W H I P |
| ---------- | ---------- | ----- | ----- | ----- | ----- | -------- | ----- | ----- | -------- | ----------- | ----- | ----- | -------- | -------- | ----------- | -------- | ----- | -------- | -------- | ----- | -------- | ----- | -------- | -------- | ------- |
| 2005       | 中日       | 47    | 2     | 0     | 0     | 0        | 5     | 3     | 0        | 3           | .625  | 295   | 68.1     | 62       | 5           | 28       | 4     | 3        | 46       | 1     | 1        | 30    | 27       | 3.56     | 1.32    |
| 2006       | 中日       | 46    | 0     | 0     | 0     | 0        | 1     | 0     | 1        | 8           | 1.000 | 221   | 53.0     | 45       | 2           | 15       | 3     | 7        | 54       | 0     | 0        | 13    | 10       | 1.70     | 1.13    |
| 2007       | 中日       | 30    | 0     | 0     | 0     | 0        | 1     | 1     | 0        | 6           | .500  | 123   | 30.2     | 19       | 3           | 14       | 0     | 2        | 31       | 0     | 0        | 12    | 12       | 3.52     | 1.08    |
| 2008       | 中日       | 8     | 0     | 0     | 0     | 0        | 0     | 0     | 0        | 3           | ----  | 27    | 8.0      | 2        | 0           | 1        | 0     | 0        | 9        | 0     | 0        | 1     | 1        | 1.13     | 0.38    |
| 2009       | 中日       | 6     | 0     | 0     | 0     | 0        | 0     | 0     | 0        | 0           | ----  | 23    | 4.2      | 4        | 0           | 2        | 0     | 2        | 2        | 0     | 0        | 1     | 1        | 1.93     | 1.29    |
| 2010       | 中日       | 41    | 0     | 0     | 0     | 0        | 1     | 0     | 0        | 7           | 1.000 | 153   | 36.2     | 27       | 2           | 16       | 3     | 2        | 21       | 0     | 0        | 14    | 13       | 3.19     | 1.17    |
| 2011       | 中日       | 55    | 0     | 0     | 0     | 0        | 2     | 1     | 0        | 12          | .667  | 181   | 41.2     | 34       | 0           | 19       | 5     | 4        | 20       | 1     | 0        | 9     | 5        | 1.08     | 1.27    |
| 2012       | 中日       | 9     | 0     | 0     | 0     | 0        | 0     | 0     | 0        | 0           | ----  | 37    | 8.0      | 8        | 0           | 5        | 1     | 0        | 4        | 0     | 0        | 5     | 5        | 5.63     | 1.63    |
| 2013       | 中日       | 15    | 0     | 0     | 0     | 0        | 0     | 1     | 0        | 2           | .000  | 68    | 15.2     | 15       | 0           | 8        | 1     | 0        | 7        | 0     | 0        | 6     | 6        | 3.45     | 1.47    |
| 2014       | 中日       | 1     | 0     | 0     | 0     | 0        | 0     | 0     | 0        | 0           | ----  | 1     | 0.0      | 1        | 1           | 0        | 0     | 0        | 0        | 0     | 0        | 1     | 1        | ----     | ----    |
| 通算：10年 | 通算：10年 | 258   | 2     | 0     | 0     | 0        | 10    | 6     | 1        | 41          | .625  | 1129  | 266.2    | 217      | 13          | 108      | 17    | 20       | 194      | 2     | 1        | 92    | 81       | 2.73     | 1.22    |

### 表彰
- ファーム日本選手権MVP（2009年）

### 記録
- 初登板：2005年4月2日、対横浜ベイスターズ2回戦（ナゴヤドーム）、7回表に3番手で救援登板、1回無失点
- 初奪三振：同上、7回表に相川亮二から空振り三振
- 初先発・初勝利：2005年6月7日、対東北楽天ゴールデンイーグルス4回戦（フルキャストスタジアム宮城）、5回2/3を1失点
- 初ホールド：2005年7月27日、対横浜ベイスターズ9回戦（山形県野球場）、10回裏に7番手で救援登板、2/3回無失点
- 初セーブ：2006年6月29日、対東京ヤクルトスワローズ7回戦（明治神宮野球場）、9回裏に7番手で救援登板・完了、1回無失点

### 背番号
- 23 （2005年 - 2014年）